# Герасимчук Лідія Павлівна
Лідія (Лілія) Павлівна Герасимчук (5 травня 1922, Київ — 5 грудня 1958, Київ) — українська прима-балерина. Заслужена артистка УРСР (з 1952 року).

## Життєпис
Народилася 5 травня 1922 року в Києві в родині Павла Герасимчука, непмана-чоботаря (загинув під час антинепманської кампанії) та Лідії Камінської.
1937 року закінчила Київський хореографічний технікум, навчаючись у класі Ксенії Давидової з шестирічного віку, а з 11 років вже з'являлась на київській сцені. У 1937–1958 роках працювала в Київському театрі опери та балету. В евакуації під час радянсько-німецької війни працювала в Кіровському театрі опери та балету.
Перший шлюб — з Абрамом Насушкіним, інженером-меліоратором, син — Лесь Герасимчук; другий — Миколою Апухтіним (прем'єр київського театру опери та балету, народний артист УРСР, хореограф-педагог).

Могила Лідії Герасимчук

Померла 5 грудня 1958 року. Похована на Байковому цвинтарі в Києві. На могилі встановили бронзовий пам'ятник «Вмираючий лебідь». Скульптор Петро Остапенко (1960); у Києві встановлено копію, оригінал перебував у Бахрушинському музеї.

## Творчість
Партії:
- Маріула («Лілея» К. Данькевича);
- Килина («Лісова пісня» М. Скорульського);
- Ростислава, Маруся Богуславка (однойменні балети Жуковського і Свєчникова);
- Партії в балетах П. Чайковського, Б. Асаф'єва, Л. Мінкуса та інші.

Багаторічнп організаторка шефських концертів в Україні. Закордонні гастролі — Австрія та Польща.